# Chimarra suryasena
Chimarra suryasena är en nattsländeart som beskrevs av Schmid 1960. Chimarra suryasena ingår i släktet Chimarra och familjen stengömmenattsländor. Inga underarter finns listade i Catalogue of Life.